# Bardhyl Pashaj
Bardhyl Pashaj (Tirana, 1 februari 1978) is een Albanees voormalig voetbalscheidsrechter. Hij was in dienst van FIFA en UEFA tussen 2011 en 2015. Ook leidde hij tot 2016 wedstrijden in de Kategoria Superiore, waarna hij nog in de Verenigde Staten wedstrijden leidde in de NASL en de USL Championship.
Op 6 juli 2011 floot Pashaj zijn eerste wedstrijd in de UEFA Champions League. Valletta FC en SP Tre Fiori troffen elkaar in de eerste ronde (2-1). In dit duel deelde de Albanese leidsman vijf gele kaarten uit, waarvan twee aan dezelfde speler van Tre Fiori. Een jaar later, op 5 juli 2012, floot hij zijn eerste duel in de UEFA Europa League. De wedstrijd tussen FC Differdange 03 en NSÍ Runavík eindigde in 3-0. Hij gaf in dit duel vier gele kaarten.

## Interlands
| Datum       | Plaats            | Wedstrijd        | Uitslag | Competitie        | Kreeg geel | Kreeg voor de tweede keer geel en dus rood | Weggestuurd |
| ----------- | ----------------- | ---------------- | ------- | ----------------- | ---------- | ------------------------------------------ | ----------- |
| 21 mei 2014 | Mitrovicë, Kosovo | Kosovo – Turkije | 1 – 6   | Vriendschappelijk | 3          | 0                                          | 0           |